# Yên Vượng
Yên Vượng là một xã thuộc huyện Hữu Lũng, tỉnh Lạng Sơn, Việt Nam.
Xã Yên Vượng có diện tích 31,36 km², dân số năm 1999 là 2.465 người, mật độ dân số đạt 79 người/km².
Theo thống kê năm 2019, xã Yên Vượng có diện tích 31,36 km², dân số là 2.971 người, mật độ dân số đạt 95 người/km².